# Xanderklinge
Die Xanderklinge ist eine wenig über einen Kilometer lange, westsüdwestlich von rechts zur Nagold verlaufende Waldklinge des nordöstlichen Schwarzwaldes. Sie liegt überwiegend im Stadtgebiet von Calw im Landkreis Calw in Baden-Württemberg. Der sie durchziehende Bach entsteht schon etwas oberhalb der Klinge auf der Hochebene und ist bis zur Mündung in die Nagold fast zwei Kilometer lang.

## Geographie

### Verlauf
Der Bach durch die Xanderklinge entsteht in dauerhaft offenem Lauf am nördlichen Ortsausgang aus Calw-Holzbronn der K 4301 auf etwa 498 m ü. NHN als Graben neben einem bald grasigen Wirtschaftsweg und läuft seine ersten gut 300 Meter zwischen Feldern ungefähr nach Westen. Dann wird er zu einem 0,4 ha großen Löschwasserteich mit Gehölzrand und kleiner Bauminsel angestaut. Aus diesem fließt er in von nun an westsüdwestlicher Richtung aus und stürzt in seine Waldschlucht, die sich malerisch in den roten Buntsandstein des Schwarzwalds eingeschnitten hat. Mit steilem Gefälle fließt er über mehrere kleine Wasserfälle zur Nagold hinab. Am Rand der Flussaue wird er von der Nagoldtalbahn und der Bundesstraße 463 überquert, weniger als hundert Meter danach mündet er auf etwa 353 m ü. NHN von rechts in die mittlere Nagold unterhalb der Talmühle zu Füßen von Holzbronn.
Der Bach mündet nach einem 1,7 km langen Lauf mit mittlerem Sohlgefälle von etwa 145 Höhenmetern unterhalb seines Grabenlaufbeginns.

### Einzugsgebiet
Der Bach hat ein etwa 2,0 km² großes Einzugsgebiet. das überwiegend auf der Hochebene um Holzbronn liegt, größtenteils offen ist und eine breite und wannenförmige, zur Xanderklinge hin abfallende natürliche Mulde bildet. Im äußersten Nordosten steht schon im Wald eine 594,2 m ü. NHN hohe, anscheinend namenlose Erhebung, deren Gipfel der höchste Punkt des Einzugsgebietes ist. Hinter diesem und hinter der südöstlichen Wasserscheide sammeln Fuchtbach und Eulenbach den Abfluss der anderen Seite und führen ihn über den Fischbach und dann den Agenbach weiter aufwärts zur Nagold bei Wildberg. Näher im Süden grenzt das Einzugsgebiet eines kleineren und näher bei der Talmühle mündenden rechten Bachs zur Nagold an. Im Norden entwässert der Baiersbach die nächste rechte Waldklinge zur Nagold. Das gesamte Gebiet liegt, naturräumlich gesehen, im Unterraum Schwarzwald-Randplatten des Nordschwarzwaldes. Im Einzugsgebiet folgen von seinem höchsten Punkt ganz im Nordosten bis zur Nagold hinab aufeinander die Schichten des Mittleren und des Unteren Muschelkalks sowie des Buntsandsteins bis hinab zur Eck-Formation. Der Lauf beginnt noch im Unteren Muschelkalk und wechselt etwas unterhalb des Sees über eine Störungslinie in den Buntsandstein der Xanderklinge.
Das Einzugsgebiet gehört überwiegend zur Stadtteilgemarkung Holzbronn der Stadt Calw; innerhalb liegt der größere Teil des Dorfes Holzbronn, der einzige Ort im Einzugsgebiet. Am Nagoldtalhang im Süden zieht sich ein völlig bewaldeter Streifen der Teilgemarkung Gültlingen der Kleinstadt Wildberg bis ans linke Bachufer in der unteren Xanderklinge.

### Zuflüsse und Seen
Oberhalb der Stelle, wo der Bachgraben am Nordrand von Holzbronn entsteht, gibt es in seiner sich nordostwärts aufwärts fortsetzenden Talmulde in bis zu 0,8 km Entfernung davon wenige Grabenläufe zu ihm hin, ein bis zu ihm durchgehend offener Verlauf ist aber bei keinem zu erkennen; der längste der Gräben beginnt auf etwa 530 m ü. NHN am Nordrand der Garweiden zum Wald. Neben diesen gibt es keine weiteren Zuflüsse von Bedeutung.
Der genannte Löschwasserteich ist 0,4 ha groß, sein Wasserspiegel liegt auf über 490 m ü. NHN.

## Natur und Schutzgebiete

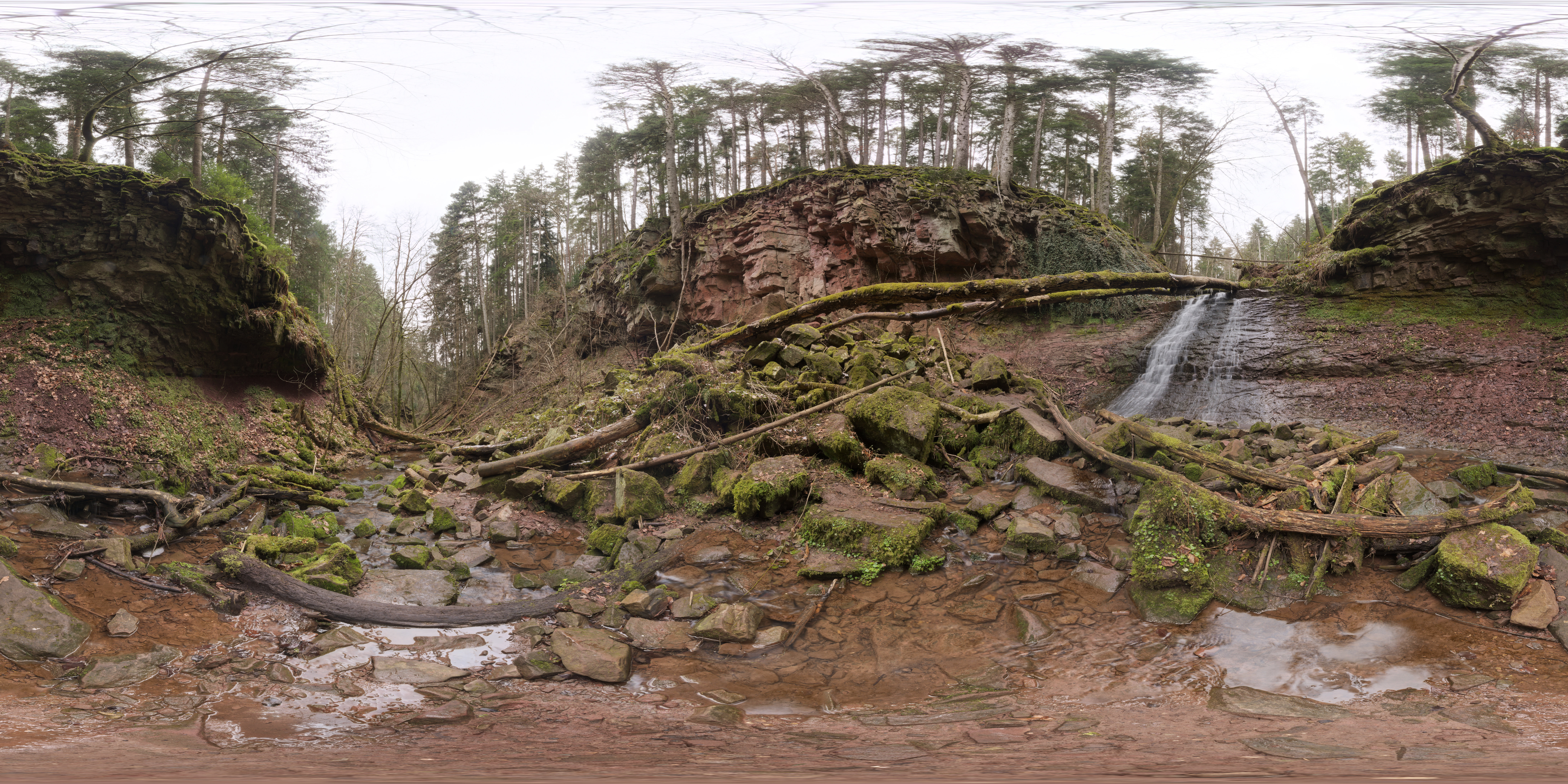
Der Xanderklinge kommt mit gut sichtbarem Einschnitt daher (hier klicken für Panoramaansicht)

Der untere Teil der tief und v-förmig eingeschnittenen Schlucht ist begehbar und in mehreren Wanderführern ausgewiesen. Kleine Steil- und große Schrägabfälle gibt es in der mittleren Klinge. Dort liegt Blockschutt und im Bett gibt es Gumpen. Teilweise ragen beidseits steile Felswände auf, auch mit Überhängen und kleinen Höhlen. Ein großer Teil des Klingengrundes ist als Waldbiotop ausgewiesen. Auf der Höhe über der Schlucht gibt es eine Aussichtsplattform, die einen Blick über die Klinge und das Nagoldtal bietet.
Der Bach verläuft vollständig innerhalb von Landschaftsschutzgebieten, am Unterlauf durch das Landschaftsschutzgebiet Nagoldtal, im oberen Teil durch das Landschaftsschutzgebiet Gültlinger und Holzbronner Heiden. Große Teile von diesem auf der Höhe gehören dem gleichnamigen Naturschutzgebiet an; es sind für den Heckengäu typische Trockenrasenflächen und ein Rest eines kiefernbestandenen Hutewaldes. Nahe dem höchsten Punkt ragt ein Randschnipsel des Wasserschutzgebietes Berg-, Tal-, Busch- und Fuchtbachquelle ins Einzugsgebiet.

### LUBW
Amtliche Online-Gewässerkarte mit passendem Ausschnitt und den hier benutzten Layern: Lauf und Einzugsgebiet des Bachs durch die Xanderklinge

Allgemeiner Einstieg ohne Voreinstellungen und Layer: Daten- und Kartendienst der Landesanstalt für Umwelt Baden-Württemberg (LUBW) (Hinweise)
1. 1 2 3 4  Höhe nach dem Höhenlinienbild auf dem Hintergrundlayer Topographische Karte.
2. ↑  Länge nach dem Layer Gewässernetz (AWGN).
3. ↑  Einzugsgebiet abgemessen auf dem Hintergrundlayer Topographische Karte.
4. ↑  Höhe nach schwarzer Beschriftung auf dem Hintergrundlayer Topographische Karte.
5. ↑  Seefläche nach dem Layer Stehende Gewässer.
6. ↑  Schutzgebiete nach den einschlägigen Layern, Natur teilweise nach dem Layer Biotop.

### Andere Belege
1. ↑  Friedrich Huttenlocher, Hansjörg Dongus: Geographische Landesaufnahme: Die naturräumlichen Einheiten auf Blatt 170 Stuttgart. Bundesanstalt für Landeskunde, Bad Godesberg 1949, überarbeitet 1967. → Online-Karte (PDF; 4,0 MB)
2. ↑  Geologie nach den Layern zu Geologische Karte 1:50.000 auf: Mapserver des Landesamtes für Geologie, Rohstoffe und Bergbau (LGRB) (Hinweise)